# Märtha Wretman
Märtha Charlotta Wretman, gift Hedman, född 26 januari 1917 i Engelbrekts församling, Stockholm, död 3 februari 1985 i Lidingö församling, var en svensk friidrottare (sprinter, medeldistanslöpare och längdhoppare).
Wretman tävlade för klubben IK Göta. Hon blev silvermedaljör på 800 meter vid den IV.e damolympiaden 1934 i London. 1938 deltog hon vid EM i friidrott (det första där damtävlingar var tillåtna även om herrtävlingen var separat) 17 september–18 september i Wien. Där kom hon på 10.e plats längdhopp men blev utslagen på 100 meter (slutade 7.e i semifinal) och på 200 meter (heat 3 i kvalificeringarna). Wretman utsågs år 1948 till Stor Grabb/tjej nummer 137. Hon är begravd på Lidingö kyrkogård.